# マスターフェンサー
マスターフェンサー（英: Master Fencer）は、日本の競走馬。2020年マーキュリーカップ、白山大賞典、名古屋グランプリ、2021年マーキュリーカップ優勝馬である。馬名の意味は「剣豪」。2019年に日本産馬として史上初めてケンタッキーダービーに出走した。

## 戦績

### デビュー前
2016年2月21日、北海道新冠町の三嶋牧場で誕生。母セクシーザムライも本馬と同じく吉澤克己（吉澤ステーブル代表）の所有馬で、繁殖牝馬として三嶋牧場に預託されている。
吉澤はデビュー前のマスターフェンサーについて「当歳の時から見ているけど、可もなく不可もなくという感じで目立つ馬ではありませんでした」と述懐している。

### 2歳（2018年）
栗東・角田晃一厩舎に入厩。2018年9月23日の新馬戦（阪神芝2000m）でデビューし、2着となる。そこから中1週で未勝利戦への出走を予定していたが、出走取消となる。
仕切り直しの未勝利戦は4着に敗れたが、初ダートとなった3戦目の未勝利戦を1分51秒1の好時計で制し、初勝利を挙げる。

### 3歳（2019年）
年明け初戦の500万下を快勝して挑んだヒヤシンスステークスでは出遅れが響き4着に終わる。続く伏竜ステークスでは勝てばケンタッキーダービー出走権を争う「JAPAN ROAD TO THE KENTUCKY DERBY」のポイントで首位に立つ一戦であったが、2着に惜敗。最終的なポイントの順位は4位に終わったが、上位3頭がいずれも遠征を回避したため、遠征の道が拓ける。吉澤は「行けると聞き、2つ返事で承諾しました」と述べている。
ケンタッキーダービーは日本調教馬として1995年のスキーキャプテン（14着）、2016年のラニ（9着）に続く史上3頭目、日本産馬としては史上初の参戦となった。田んぼのような不良馬場で行われたレースは最後方追走から直線で内を追い込み、6着に入った。直線では進路を外に求めた場面があり、角田師は「欲を言えば、最初から内を突いていればさらに上位があったかな」と悔しがった。
不向きと考えられる小回りのピムリコ競馬場で行われるプリークネスステークスは過密日程も考慮して回避し、三冠最終戦のベルモントステークスに直行した。角田師は「ケンタッキーダービーは急きょ決まった遠征だったので、状態面に関しては今回の方が明らかに良いですよ」と語っていた。しかし、3コーナーからのペースアップに反応できず、直線で大外から追い込んだが5着に敗れた。ケンタッキーダービーに引き続いて騎乗したジュリアン・ルパルーは「最後はまた手前を替えないままでした。それにしてはよく伸びてくれたけど、残念です」とコメントした。
三冠戦線終了後も米国に滞在し、久々の芝レースとなるベルモントダービー招待ステークスに浜中俊とのコンビで参戦。吉澤は結果次第で米国移籍の可能性を明かし、角田師も「芝質は日本とは異なり、馬自身も成長しているので芝でも期待しています」と述べていたが、競走中止の1頭を除いて最下位の13着に終わった。
ベルモントダービー招待ステークスを最後に遠征を切り上げ、日本に帰国。約5ヶ月の休養明けとなった11月30日の犬山特別を3馬身差で快勝し、単勝1.8倍の人気に応えた。復帰戦の様子は米国の競馬メディアでも報道され、ペガサスワールドカップへの参戦可能性が取り沙汰された。12月21日の摩耶ステークスは直線で伸びを欠いて4着に敗れた。この敗戦によりペガサスワールドカップへの出走を断念した。

### 4歳（2020年）
年明け初戦の2月22日に行われた金蹄ステークスでは2馬身1/2差で快勝。招待されていたドバイワールドカップの中止の後、ブリリアントステークスで古馬オープン級と初対戦、2着に惜敗し、スレイプニルステークスでも2着となる。次走は初の地方競馬となるマーキュリーカップに出走、1.9倍の圧倒的人気に応え、1馬身1/2差で快勝、重賞初制覇を飾る。重賞連勝を狙い、9月29日の白山大賞典に出走、小回りへの対応がカギだったが早めに先頭に並びかけクビ差で1着。重賞連勝となる。JBCクラシック、チャンピオンズカップには登録せず、名古屋グランプリへ、1.4倍と人気を集める。レースは前走と同じように早めに前を捕らえに行き、ロードゴラッソに2馬身差をつけ、重賞3連勝となる。

### 5歳（2021年） ～6歳（2022年）
前年と同じくドバイワールドカップに招待されるも辞退する。5歳初戦、ダイオライト記念は主戦の川田将雅がダノンファラオに騎乗するため松山弘平に乗り替わる。レースは中団につけるも前から離された4着に終わった。ここから松山が主戦となる。続く平安ステークスは11着と惨敗するが、連覇を狙ったマーキュリーカップは4コーナーで先頭に立つと、2着のバンクオブクラウズに2馬身差をつけて、連覇を達成。重賞4勝目を飾った。同じく連覇に挑戦した白山大賞典は他馬より3㎏重い58㎏を背負いながらも1番人気に推されたが4着に敗れた。レース後に左前脚の骨折が判明し休養に入っていたが、翌2022年4月30日付けで競走馬登録を抹消され現役を引退した。引退後は浦河郡浦河町のイーストスタッドで種牡馬となる。

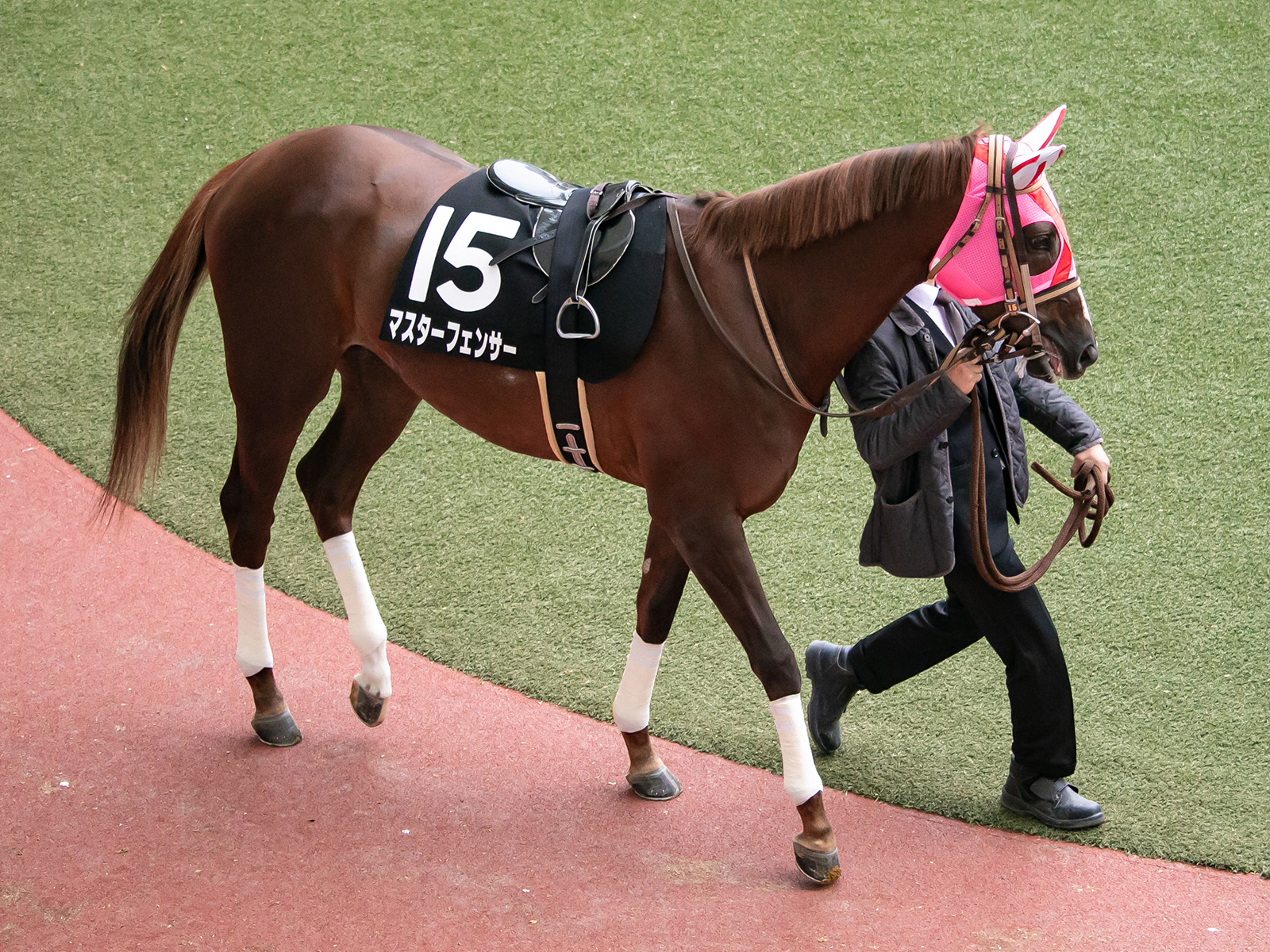
摩耶ステークス
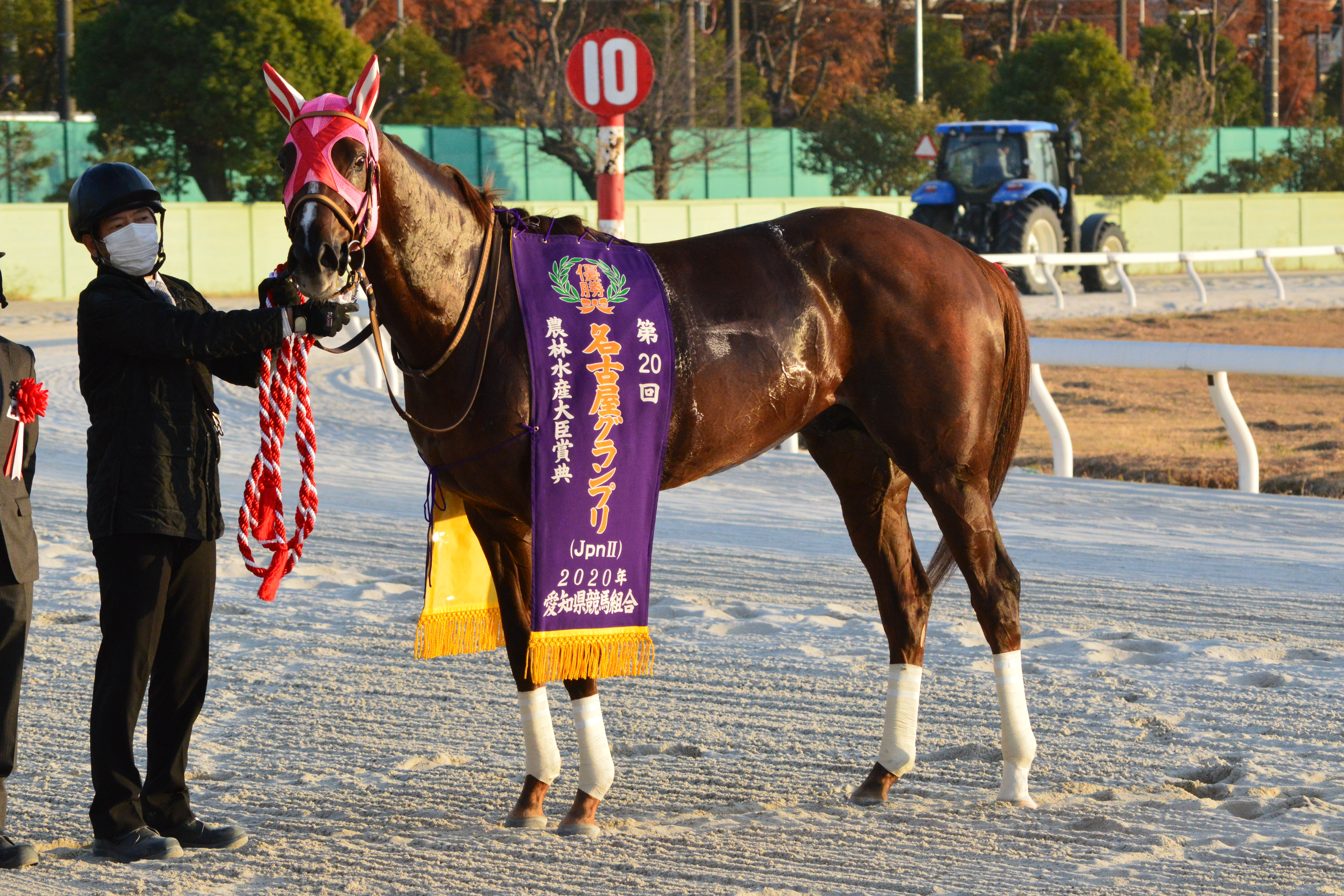
名古屋GP

## 競走成績
以下の内容は、netkeiba.comおよびRacing Postの情報に基づく。
| 競走日     | 競馬場             | 競走名           | 格     | 距離（馬場）  | 頭 数 | 枠 番 | 馬 番 | オッズ （人気） | 着順 | タイム （上り3F） | 着差 | 騎手        | 斤量 [kg] | 1着馬（2着馬）         | 馬体重 [kg] | 備考       |
| ---------- | ------------------ | ---------------- | ------ | ------------- | ----- | ----- | ----- | --------------- | ---- | ----------------- | ---- | ----------- | --------- | ---------------------- | ----------- | ---------- |
| 2018.09.23 | 阪神               | 2歳新馬          |        | 芝2000m（良） | 5     | 2     | 2     | 009.80（4人）   | 02着 | R2:04.8（36.3）   | -0.4 | 0酒井学     | 54        | グランデストラーダ     | 486         |            |
| 0000.10.07 | 京都               | 2歳未勝利        |        | 芝2000m（良） | 7     | 7     | 7     |                 | 取消 |                   |      | 0酒井学     | 55        | フラル                 | 計不        |            |
| 0000.12.02 | 中京               | 2歳未勝利        |        | 芝2000m（良） | 10    | 3     | 3     | 015.00（5人）   | 04着 | R2:03.5（34.7）   | -0.5 | 0横山武史   | 53        | ミトノマルーン         | 492         |            |
| 0000.12.23 | 阪神               | 2歳未勝利        |        | ダ1800m（稍） | 13    | 4     | 5     | 003.70（2人）   | 01着 | R1:51.1（37.0）   | -0.6 | 0浜中俊     | 55        | （サンレイファイト）   | 486         |            |
| 2019.01.14 | 京都               | 3歳500万下       |        | ダ1800m（良） | 10    | 3     | 3     | 001.50（1人）   | 01着 | R1:53.4（37.4）   | -0.2 | 0浜中俊     | 56        | （ワシントンテソーロ） | 486         |            |
| 0000.02.17 | 東京               | ヒヤシンスS      | L      | ダ1600m（良） | 10    | 1     | 1     | 012.80（5人）   | 04着 | R1:39.2（36.1）   | -0.6 | 0岩田康誠   | 56        | オーヴァルエース       | 480         |            |
| 0000.03.31 | 中山               | 伏竜S            | OP     | ダ1800m（良） | 8     | 7     | 7     | 011.90（3人）   | 02着 | R1:53.4（37.1）   | -0.2 | 0内田博幸   | 56        | デアフルーグ           | 468         |            |
| 0000.05.04 | チャーチルダウンズ | ケンタッキーD    | G1     | ダ2000m（不） | 19    |       | 13    | 032.10（7人）   | 06着 | R2:04.6           | -0.7 | 0J.ルパルー | 57        | Country House          | 計不        | [ 注釈 2 ] |
| 0000.06.08 | ベルモントパーク   | ベルモントS      | G1     | ダ2400m（良） | 10    |       | 3     | 007.10（4人）   | 05着 | R2:28.8           | -0.5 | 0J.ルパルー | 57        | Sir Winston            | 計不        |            |
| 0000.07.06 | ベルモントパーク   | ベルモントD招待S | G1     | 芝2000m（良） | 13    |       | 7     | 014.00（7人）   | 13着 | R2:00.7           | -2.5 | 0浜中俊     | 55.5      | Henley's Joy           | 計不        |            |
| 0000.11.30 | 中京               | 犬山特別         | 2勝    | ダ1900m（良） | 16    | 5     | 9     | 001.80（1人）   | 01着 | R1:59.0（36.7）   | -0.5 | 0福永祐一   | 56        | （ララメダイユドール） | 498         |            |
| 0000.12.21 | 阪神               | 摩耶S            | 3勝    | ダ1800m（稍） | 16    | 8     | 15    | 001.50（1人）   | 04着 | R1:51.9（37.4）   | -0.3 | 0福永祐一   | 56        | ヒストリーメーカー     | 498         |            |
| 2020.02.22 | 東京               | 金蹄S            | 3勝    | ダ2100m（良） | 16    | 5     | 10    | 001.80（1人）   | 01着 | R2:11.4（37.5）   | -0.4 | 0川田将雅   | 56        | （ウラノメトリア）     | 492         |            |
| 0000.05.10 | 東京               | ブリリアントS    | L      | ダ2100m（良） | 16    | 8     | 16    | 004.40（2人）   | 02着 | R2:10.1（36.2）   | -0.0 | 0福永祐一   | 56        | エルデュクラージュ     | 488         |            |
| 0000.06.06 | 東京               | スレイプニルS    | OP     | ダ2100m（良） | 10    | 7     | 8     | 002.10（1人）   | 02着 | R2:10.0（35.5）   | -0.1 | 0浜中俊     | 56        | エルデュクラージュ     | 496         |            |
| 0000.07.21 | 盛岡               | マーキュリーC    | JpnIII | ダ2000m（良） | 14    | 3     | 3     | 001.90（1人）   | 01着 | R2:03.0（36.9）   | -0.2 | 0川田将雅   | 54        | （デルマルーヴル）     | 503         |            |
| 0000.09.29 | 金沢               | 白山大賞典       | JpnIII | ダ2100m（稍） | 12    | 8     | 11    | 002.50（1人）   | 01着 | R2:13.6（37.8）   | -0.1 | 0川田将雅   | 55        | （ロードレガリス）     | 502         |            |
| 0000.12.10 | 名古屋             | 名古屋グランプリ | JpnII  | ダ2500m（良） | 12    | 7     | 10    | 001.40（1人）   | 01着 | R2:44.8（38.6）   | -0.4 | 0川田将雅   | 56        | （ロードゴラッソ）     | 509         |            |
| 2021.03.17 | 船橋               | ダイオライト記念 | JpnII  | ダ2400m（良） | 10    | 2     | 2     | 002.40（1人）   | 04着 | R2:35.9（39.9）   | -1.4 | 0松山弘平   | 56        | ダノンファラオ         | 493         |            |
| 0000.05.22 | 中京               | 平安S            | GIII   | ダ1900m（重） | 16    | 5     | 9     | 015.30（6人）   | 11着 | R1:56.6（37.6）   | -1.9 | 0松山弘平   | 58        | オーヴェルニュ         | 498         |            |
| 0000.07.20 | 盛岡               | マーキュリーC    | JpnIII | ダ2000m（良） | 13    | 2     | 2     | 005.80（4人）   | 01着 | R2:05.7（38.0）   | -0.3 | 0松山弘平   | 58        | （バンクオブクラウズ） | 498         |            |
| 0000.09.22 | 金沢               | 白山大賞典       | JpnIII | ダ2100m（不） | 12    | 5     | 6     | 003.00（1人）   | 04着 | R2:11.0（36.3）   | -0.7 | 0松山弘平   | 58        | メイショウカズサ       | 508         |            |

## 血統表
| マスターフェンサーの血統       | マスターフェンサーの血統          | マスターフェンサーの血統 | （血統表の出典）     | （血統表の出典） |
| 父系                           | サンデーサイレンス系              | サンデーサイレンス系     | サンデーサイレンス系 | [ § 2 ]          |
| 父 ジャスタウェイ 2009 鹿毛    | 父の父ハーツクライ 2001 鹿毛      | *サンデーサイレンス      | Halo                 | Halo             |
| 父 ジャスタウェイ 2009 鹿毛    | 父の父ハーツクライ 2001 鹿毛      | *サンデーサイレンス      | Wishing Well         |                  |
| 父 ジャスタウェイ 2009 鹿毛    | 父の父ハーツクライ 2001 鹿毛      | アイリッシュダンス       | *トニービン          | *トニービン      |
| 父 ジャスタウェイ 2009 鹿毛    | 父の父ハーツクライ 2001 鹿毛      | アイリッシュダンス       | *ビューパーダンス    |                  |
| 父 ジャスタウェイ 2009 鹿毛    | 父の母シビル 1999 鹿毛            | Wild Again               | Icecapade            | Icecapade        |
| 父 ジャスタウェイ 2009 鹿毛    | 父の母シビル 1999 鹿毛            | Wild Again               | Bushel-n-Peck        |                  |
| 父 ジャスタウェイ 2009 鹿毛    | 父の母シビル 1999 鹿毛            | *シャロン                | Mo Exception         | Mo Exception     |
| 父 ジャスタウェイ 2009 鹿毛    | 父の母シビル 1999 鹿毛            | *シャロン                | Double Wiggle        |                  |
| 母 *セクシーザムライ 2004 栗毛 | 母の父Deputy Minister 1979 黒鹿毛 | Vice Regent              | Northern Dancer      | Northern Dancer  |
| 母 *セクシーザムライ 2004 栗毛 | 母の父Deputy Minister 1979 黒鹿毛 | Vice Regent              | Victoria Regina      |                  |
| 母 *セクシーザムライ 2004 栗毛 | 母の父Deputy Minister 1979 黒鹿毛 | Mint Copy                | Bunty's Flight       | Bunty's Flight   |
| 母 *セクシーザムライ 2004 栗毛 | 母の父Deputy Minister 1979 黒鹿毛 | Mint Copy                | Shakney              |                  |
| 母 *セクシーザムライ 2004 栗毛 | 母の母Powder 1998                 | Broad Brush              | Ack Ack              | Ack Ack          |
| 母 *セクシーザムライ 2004 栗毛 | 母の母Powder 1998                 | Broad Brush              | Hay Patcher          |                  |
| 母 *セクシーザムライ 2004 栗毛 | 母の母Powder 1998                 | Charette                 | Chief's Crown        | Chief's Crown    |
| 母 *セクシーザムライ 2004 栗毛 | 母の母Powder 1998                 | Charette                 | Northern Sunset      |                  |
| 母系(F-No.)                    | (FN:5-h)                          | (FN:5-h)                 | (FN:5-h)             | [ § 3 ]          |
| 5代内の近親交配                | Nearctic5×5＝6.25%                | Nearctic5×5＝6.25%       | Nearctic5×5＝6.25%   | [ § 4 ]          |
| 出典                           | 1. 2. 3. 4.                       | 1. 2. 3. 4.              | 1. 2. 3. 4.          | 1. 2. 3. 4.      |

- 母セクシーザムライは吉澤克己が2005年9月にキーンランド1歳馬セールで11万ドルで落札[5]。現役時代は中央で1勝、地方で1勝を挙げている[27]。
- 半兄トップディーヴォ（父キングカメハメハ）は中央で6勝。交流重賞の名古屋グランプリと佐賀記念で2着に入っている[27]。